# オレたちひょうきん族
『オレたちひょうきん族』（オレたちひょうきんぞく）は、フジテレビ系列で1981年5月16日から1989年10月14日まで毎週土曜日20:00 - 20:54（JST）に放送されていた日本のお笑いバラエティ番組。通称「ひょうきん族」「ひょうきん」。

## 概要
放送当時、フジテレビ社内では視聴率ノルマが廃され、制作者が作りたいものを作る路線に転じ、「楽しくなければテレビじゃない」をキャッチフレーズにしていた頃で、作り手側の制作意欲の向上と、出演者である若手芸人の漫才ブームによる勢いとが相まったバラエティ番組である。『欽ドン!』以降低迷状態が続いていたフジテレビの土曜20時台を立て直し、1980年代バラエティのリーダー格番組に登り詰めた。8年半の平均視聴率は、17.8%（ビデオリサーチ、関東地区、以下略）。最高視聴率は1985年12月28日のスペシャル回での29.1％。通常回での最高視聴率は1986年2月15日の27.3％。
また、吉本興業に代表される在阪のプロダクションと、渡辺プロ・太田プロに代表される東京のプロダクションのタレントがレギュラー番組で共演することは当時としては非常に画期的であり、本番組の人気は吉本興業の東京進出に多大な貢献を果たした。
初めはお笑い番組らしく漫才コーナーもあったが、「つまらない」「人気が出ない」と見るやすぐに企画をやめ、新企画を練っていた。また、初期においてはスタジオに一般視聴者を入れてのコーナーもあったが、その後は客は入れず、ギャグごとに笑い声が被さる演出（録音笑い・ラフトラック。外国のシチュエーション・コメディでよく見られる、いわゆる声のエキストラ）がなされた。フォーマットも『全員集合』の前半コントと同じ時間帯にあえてコントを組まず、『全員集合』の前半コントと同じ時間帯に「ひょうきんベストテン」を、『全員集合』の「少年少女合唱隊」とショートコントと同じ時間帯に「タケちゃんマン」とミニコーナーを設けることにした。一方、「（レギュラー・ゲスト歌手による）歌のコーナー」は設けられず、こちらは当時のバラエティ番組としては異例の構成であった。
オープニングに流れる曲は、ロッシーニ作曲の『歌劇「ウィリアム・テル」序曲第4部「スイス軍隊の行進（終曲）」』。これは『スネークマンショー』のオープニングをパロディしたことによるもので、放送当初は『スネークマンショー』の伊武雅刀がナレーションを行っていた。その後、『奥さまは魔女』『キャンディ♡キャンディ』などの過去の人気番組のキャラクター同士が掛け合いをする期間もあった（「オープニングナレーション」参照）。オープニング映像は、当初スキャニメイトなどによる単純な合成映像を用いていたが、1983年4月からは東洋現像所ビデオセンター（現:IMAGICA Lab.）制作による当時としては珍しい最先端のCG映像を使用しており、以後エンディングにおいてもCGが使われるようになった。
エンディングはEPOの『DOWN TOWN』。EPOは番組初期のアイキャッチも担当していた。それ以外のエンディングは後述参照。
番組のBGMには、『バビル2世』、『勇者ライディーン』、『超電磁ロボ コン・バトラーV』、『機動戦士ガンダム』、『うる星やつら』、『超時空要塞マクロス』、『宇宙刑事ギャバン』、『魔法のプリンセス ミンキーモモ』、『必殺シリーズ』、『スパイダーマン』、『大鉄人17』などのサウンドトラックがよく用いられていた。
スタジオ以外でのロケーションによる撮影は、当時フジテレビの本社があった新宿区河田町やフジテレビ通り（現・あけぼのばし通り商店街）一帯で主に行われたが、北海道や軽井沢などでも行ったことがある。

## 番組の歴史
初回は、1981年5月16日に『決定!土曜特集・オレたちひょうきん族』のタイトルで、ナイター中継中止時の雨傘番組として放送された。この視聴率は9.5%、その後も8～10%前後と当初は全く相手にならなかったが、第7回目の放送で13.4%を記録し、これを受けて同年10月10日より『決定!土曜特集』の冠を取って番組へと昇格した。そのため、土曜日にプロ野球中継（ヤクルトや大洋、中日主催の巨人戦）がある時はしばしば番組が休止された。
開始当時の裏番組には『8時だョ!全員集合』（TBS系）が放送されており、ビートたけしによると『全員集合』をどうやって視聴率で倒すかということを目標にスタッフたちと色々考えたという。視聴者について『全員集合』の主な視聴者とされる小・中学生ではなく、『ひょうきん族』では高校生や大学生をメインターゲットに番組作りが考えられた。また、『全員集合』の「台本通りに作り込まれた王道コント」に対して、『ひょうきん族』では面白いと思ったらタレントだけではなくスタッフまでネタにするなど、アドリブと内輪ウケを重視した。加えて、片岡鶴太郎と島崎俊郎によると『全員集合』でドリフがグループで笑いを取るなら、『ひょうきん族』では出演芸人のトリオもコンビもバラにして一人一人の個性で笑いを取ることにしたとのこと。また『全員集合』の公開生放送または公開録画に対して、『ひょうきん族』では客入れなしの収録となった。片岡は放送開始前における制作スタッフとの打ち合わせの席で「3カ月だけ漫才ブームの余波で番組をやろう。やるからには勝てないけど爪痕だけ残そう」と話していたことを明かしている。
レギュラー番組になると、上記の番組戦略が成功したこともあり、視聴率はみるみる上昇し、1982年10月9日放送分では初めて『全員集合』を上回る。1983年は両番組互角の視聴率が続いたが、1984年度の年間平均視聴率（19.5％）が、『全員集合』の年間平均視聴率（18.2％）を抜いてからは常時20％以上の視聴率を記録するようになり、その結果、「土曜8時戦争」と呼ばれる視聴率競争において、16年間無敵の存在であった『全員集合』を1985年9月に打ち切りに追い込んだ。その後、1985〜1987年頃までは当番組の独走状態が続いた。視聴者層も、当初のメインターゲットであった高校生や大学生の他にも、『全員集合』の主要視聴者層であった小・中学生にも拡大していった。

### 番組の終了
1986年1月に開始した『全員集合』の後継番組『加トちゃんケンちゃんごきげんテレビ』（以下『加トケン』）の猛攻や、同年12月にたけしがフライデー襲撃事件を起こして謹慎に入り、番組のメインコーナーである「タケちゃんマン」がたけし不在となる、紳助が盲腸で入院するなどのアクシデントに見舞われた事で、1987年から視聴率は下落し始める。たけしはその後復帰したものの、「オバケが出たから」「車のシートベルトが外れなかったから」など、不可解な理由で収録を休む（＝サボる）ことが増えていった。後に明石家さんまは、1985年秋頃から、たけしが徐々に番組と距離を置く様になっていたと明かしている。たけし復帰と入れ替わるように、1987年8月には横澤彪プロデューサーと山縣慎司ディレクターが番組を勇退し、以降は三宅恵介ディレクターがプロデューサーを兼任することになった。
末期の1988年頃には視聴率が一桁台になる回が多くなり、20%台の視聴率を連発する『加トケン』の後塵を拝するようになった。同じフジテレビ内でも1988年10月に開始した『とんねるずのみなさんのおかげです』や1987年11月に開始した『志村けんのだいじょうぶだぁ』などの新たなバラエティ番組が人気を博す状況となり、本番組の勢いは衰えつつあった。1988年10月からはテコ入れとして「タケちゃんマン」「ひょうきんベストテン」「懺悔室」の終了、新コーナーとして全員参加の「今月の歌」「かまへんライダー」「プロポーズ小作戦」、一時廃止したアイキャッチの復活など、『全員集合』に似た形式の公開収録や生放送を行うといった策が行われたが、『全員集合』の生放送から『ひょうきん族』と同じ録画放送に切り替え、かつ「THE DETECTIVE STORY」が人気を博し、「おもしろビデオコーナー」などの視聴者参加企画を取り入れた『加トケン』の前には太刀打ちできず、視聴率回復には至らなかった。
そして、1989年に入りフジテレビは番組の更なるリニューアルを断行するのか現状維持で行くのか、それとも番組終了とするのかをたけしとさんまに委ねたが、さんまが「やめます」と言ったことで、フジテレビはその意見を尊重し『ひょうきん族』の終了を決断。5月にはスポーツ新聞の紙上で終了決定が報じられた。
1989年10月14日に最終回を放送し、特番時代から通算8年5ヶ月の歴史に幕を下ろした。最終回は忠臣蔵のパロディ（浅野内匠頭と大石内蔵助はたけし、吉良上野介はさんま）を行いつつ、歴代キャラクターが総出演する『タケちゃんマン忠臣蔵』が行われた。エンディングでは、1981年5月16日の単発放送時オープニングで出演者たちがディナー・コントをする場面を、1989年10月14日時点の出演者で再現。ディナーの最後にたけしが「オレたち!」と叫んだ後、他の出演者全員で「ひょうきん族!!」と叫んだ後、たけしが続けて「おしまい!」と言い、間をおいて「さあ帰りましょう!」の言葉で締められた後、最終回エンディング曲が始まり、出演者・番組スタッフの拍手歓喜の中、エンドロールが流れ始め、ディナーテーブルのセットがあるスタジオから、次々に出演者が去り、照明が落とされ、スタッフの三宅恵介・荻野繁が見守る中、ディナーテーブルだけが照らされ、最後は「長いあいだ本当にありがとうございました」のテロップで締められ、8年半の歴史に幕を閉じた。ちなみに、単発放送時でのこのコントのBGMはアントニオ・ヴィヴァルディ「四季」の「春」で、最終回には同曲の「秋」を入れたが、ほとんど誰も気づいてくれなかったと『ひょうきん族話の泉』で三宅恵介が明かしている。なお、最終回エンディング曲は、EPOの「DOWN TOWN」（ニューレコーディングバージョン）だった。

### 放送終了後
1993年の第30回新春スターかくし芸大会の白組の出し物が、「オンナだらけのひょうきん族」で、松本明子がブラックデビル、相原勇がタケちゃんマン、ゆうゆが鬼瓦、マルシアがナンデスカマン、アダモステに島崎敏郎、なお松本がゲームで不正を起こし、懺悔する羽目となり、最後の懺悔室では牧師役は逸見政孝、神様役はブッチー武者、最後の裁きは、「バツ」となり、松本、相原、ゆうゆ、マルシアが水を浴びた。
2003年 - 2004年には計5巻のDVD-BOX（それぞれ3枚組）が発売されている。
また、放送ライブラリーでは、1983年11月12日放送分と1989年10月14日放送の最終回スペシャル「TAKECHANマン忠臣蔵」を閲覧することができる。
2008年の『FNSの日』は『FNS27時間テレビ!! みんな笑顔のひょうきん夢列島!!』と題し、当番組をベースに7月26日から7月27日にかけて放送された。これは、ひょうきんディレクターズの一員で2代目プロデューサーだった三宅恵介が定年を迎えるにあたり、「もう一度ひょうきん族をやりたい」と、メインキャストのたけしとさんまに声をかけたことから実現したもので、さんまが総合司会、たけしが19年ぶりの出演となった。たけし・さんまの他にも、島田紳助、山田邦子、片岡鶴太郎、ラサール石井、渡辺正行、大平サブロー、島崎俊郎、ジミー大西、村上ショージなど、本番組のメンバーも集結。オープニングも当番組派生のキャラクター『ナンデスカマン』によるテーマソング『世界の国からナンデスカ』の歌唱から始まり、本番組と同じ『ウィリアム・テル序曲』がテーマソングとして流され、『懺悔室』のコーナーでエンディングを迎えるなど、本番組のテイストがふんだんに盛り込まれた内容となった。

#### 後年における出演者・関係者の発言
番組について、後年多くの出演者や関係者がコメントを出している。
特にさんまはテレビ番組・ラジオなどで当番組に触れることが多い。
- 番組の終了について、当時多くの出演者が多忙なスケジュールで疲れていたうえに、楽屋では笑いに貪欲だった頃と打って変わって、（副業や投資による）金儲けや将来の話しかしなくなり、たけしはそんな状況に嫌気が差して「もう番組を終わりにしたい」旨の発言をしていた。そんな折、番組の初代プロデューサー・横澤彪から先述の番組の進退の最終決定権を委ねられ、終了を決めたと語った[8][13]。加えて、「まあ、ほっていても終わってたとは思いますけど。でも早めたのは事実です」としたうえで、たけしが「さんまという"毒"を飲み過ぎて、おかげで意外と番組が早く終わった。毒で『全員集合』をやっつけたけど、その毒で自分たちも終わっちゃった」と独自の表現で番組終了について説明した事を明かしている[13]。なお、番組終了後にたけしが『さんまのまんま』にゲスト出演した際「なんでアレ（＝ひょうきん族）終わっちゃったの？ 予算がなくなったから?」とさんまに問い、「アンタが終わりにしたいと言うたからやないか!!」と突っ込まれていた。
- 裏番組であった『全員集合』と『加トケン』に出演していた志村けんの訃報の際、「我々はドリフターズという横綱がいるから、小結あたりでちょろちょろと変化のある相撲を取りながら『ひょうきん族』を頑張って。ドリフがいるから『ひょうきん族』があった」と語っていた[14]。
- 2022年10月22日に放送されたMBSラジオの『MBSヤングタウン土曜日』においてもさんまは「ドリフの胸を借りるために…『全員集合』には勝ちたくなかった。視聴率で『全員集合』を抜いた時に残念がったくらいなんです。ああ、『全員集合』を抜いてしまったっていう…横綱でいて欲しかった」と語っている[15]。
- 2023年11月26日に日本テレビで放送された『誰も知らない明石家さんま さんまの人生を変えた8人 ビートたけしとの友情秘話を解禁!』においてさんまは、放送されていた8年間について「たけしさんもそうだったけど、『ひょうきん』に飽きていたり、8年ですからね。世間の飽きもちょっときてるかというころだった」と明かした他、たけしも「みんな売れちゃったし、懸命にやることがなくなってきたんだよね。1回やめて、さんまちゃんとまたやろうと言ってて、2人で特番やろうと言ってたんだけど、時代というか、テレビ局自体が予算がなくなっちゃった」と明かしている[8]。この特番には、たけし、山田邦子、片岡鶴太郎、三宅恵介もVTR出演した上で、開始から番組終了までの経緯を再現したドラマも放送され、さんま役を岩田剛典が、たけし役を香取慎吾がそれぞれ務めた[8][11]。また、島崎俊郎がディレクターの山縣慎司に聞いた話によると、番組終了の要因の一つとしてドリフを抜いて視聴率29％を取った時、制作陣で「今後15％を切ったら終わろう」と約束していたとも言われている[6]。

志村けんは、『ひょうきん族』に関してあまり多くを語らなかったが、「当時はまだビデオデッキが普及していなかったため『ひょうきん族』は観ていなかった。『全員集合』は生放送だし」とテレビ番組で話していた他、1989年10月に『ひょうきん族』が終了した際にも「マスコミは騒いでいたが、実際のところ僕らはあまり視聴率競争とかには関心がなかった。同じお笑いの番組だけど、笑いのつくり方が違うだけだと思っていたから。ドリフや僕なんかのコントは、ある程度計算していろんなところに伏線をはりながら笑いを仕掛けていくけど、『ひょうきん族』はそれと違うやり方をしていた」「ただ、ドリフ本来の路線を引き継いだ『加トケン』に視聴者が帰ってきたと知って、僕らのやり方は、やっぱり間違っていなかった」と、「土8戦争」と呼ばれた視聴率競争には全く関心がなかったという見解を述べている。同じく『全員集合』と『加トケン』に出演していた加藤茶も「『ひょうきん族』がどんどん面白くなってるっていうのは聞いていたが、『全員集合』が生放送だったため見る暇がなかった。あの頃はビデオデッキがなかった」「『全員集合』が終わってから『ひょうきん族』は案外つまらなくなった」などと語っている。
『全員集合』に出演していた高木ブーは、『ひょうきん族』が『全員集合』に視聴率で打ち勝った件に触れ、「『全員集合』は『ひょうきん族』に負けたから終わったという人がいるが、そうとは思っていない」「『ひょうきん族』に負けたとかじゃなくて、作り込んだ笑いを公開生放送で見せるスタイルが、『全員集合』が番組としての役割を終えたってことなんじゃないかな。だから、さんまやたけしに対して、ヘンな感情なんてこれっぽっちもない」「『ひょうきん族』と『全員集合』は別のジャンルの番組で、『ひょうきん族』をライバルと思ったことはない」と語っている。
たけしは『ひょうきん族』と『全員集合』を比較し、『全員集合』については「今見ても面白い」「それは完璧に計算して稽古して作り上げたものだからだ」と高く評価している一方で、『ひょうきん族』については「今になって『ひょうきん族』を見ても面白くも何ともない」「古臭くて笑えるもんじゃない」とし、『ひょうきん族』で行った楽屋話的な笑いを「芸の笑いとは別のもの」と述べている他、志村の死去直後に放送されたTBSの『新・情報7daysニュースキャスター』においても、「ドリフはちゃんと創った計算されたお笑い。お菓子でいえば大納言とか、ちゃんとした砂糖とあずきの味なの。『ひょうきん族』というのは、テレビの裏側まで見せる人工甘味料」と語っている。
たけし・さんま・加藤の発言から、本番組はいかに『全員集合』を意識した番組作りを行っていたかが伺い知れる。

## 出演者

### レギュラー
- ビートたけし（ツービート）[注釈 7]
- 明石家さんま
- 島田紳助（紳助・竜介）
- 片岡鶴太郎（特番第7回から出演）[注釈 8]
- 山田邦子（レギュラー放送より出演）
- 西川のりお（のりお・よしお）
- おさむ（ザ・ぼんち）[注釈 9]
- ウガンダ（ビジーフォー）
- 島田洋七[注釈 10]（B&B）
- 太平サブロー・シロー（当時）
  - 太平サブロー（当初はサブロー名義で出演）
  - 太平シロー（当初はシロー名義で出演）
- ヒップアップ
  - 島崎俊郎
  - 川上泰生
  - 小林進
- コント赤信号（1982年5月初出演。同年10月からレギュラー。）[注釈 11]
  - 渡辺正行
  - 石井章雄（現・ラサール石井）
  - 小宮孝泰
- ブッチー武者（アッパー8、『懺悔の神様』役、1983年10月1日より出演）
- たけし軍団（1984年より以下の一部メンバーが出演）
  - 松尾伴内（1982年4月より出演）[注釈 12]
  - グレート義太夫（1984年より出演）
  - ラッシャー板前（1984年より出演）
  - そのまんま東（東国原英夫、後半期のみ出演）
  - 大森うたえもん（後半期のみ出演）
- 石井めぐみ（1984年より出演）
- 村上ショージ（1982年より出演、レギュラー出演は1985年より）
- Mr.オクレ（1985年より出演）
- 前田政二（1985年より出演）

### 準レギュラー・一時レギュラー

#### 特番時代（1981年5月 - 1981年8月）
- ビートきよし（ツービート）
- 松本竜介（紳助・竜介）
- 島田洋八（B&B）
- 伊丹幸雄
- 春やすこ・けいこ
- 九十九一
- まさと（ザ・ぼんち）
- 上方よしお（のりお・よしお）
- 春風亭小朝
- 栗山順子（「ひょうきんベストテン」に黒柳徹子役として出演）
- オール阪神・巨人
- クルミ・ミルク

#### 初期（1981年10月 - 1983年9月）
- ビートきよし（ツービート）
- 松本竜介（紳助・竜介）
- 島田洋八（B&B）
- 伊丹幸雄
- 春やすこ・けいこ
- 九十九一
- 安岡力也（1982年11月20日初登場、同年12月より出演）
- 山本リンダ
- 日吉ミミ
- 安倍律子（現・安倍里葎子）
- 若人あきら（現・我修院達也）
- 榎本三恵子（有名な「蜂の一刺し」に因み、ハチの着ぐるみで出演）
- 牛の吉田君（ホルスタインの雌牛） (1981年12月 - 1983年頃)
- 吉田君のお父さん（“牛の吉田君”の飼主である茨城県の一般酪農家。決め台詞は「ガッチョ〜ン」） (1981年12月 - 1983年頃) [注釈 13]
- よめきんトリオ - 松金よね子、渡辺めぐみ、KINYA
- 劇団東京乾電池 - 高田純次、ベンガル、角替和枝
- 上方よしお（のりお・よしお）
- 里見まさと（ザ・ぼんち）
- モト冬樹（ビジーフォー）
- グッチ裕三（ビジーフォー）
- オール阪神・巨人
- 今いくよ・くるよ
- クルミ・ミルク[注釈 14]
- 小山茉美
- 劇団東京ヴォードヴィルショー - 坂本あきら、石井愃一、佐渡稔
- 川上さんと長島さん - プリティ長嶋、ドン川上（現・DON）
- 斉藤清六
- 可愛かずみ（1983年4月16日より出演）
- キャメロット

#### 中期（1983年10月 - 1985年3月）
- ビートきよし（ツービート）
- 松本竜介（紳助・竜介）
- 九十九一
- 安岡力也
- 榎本三恵子
- よめきんトリオ
- キャメロット
- 劇団東京ヴォードヴィルショー - 坂本あきら、石井愃一、佐渡稔
- 川上さんと長島さん - プリティ長嶋、ドン川上（現・DON）
- 斉藤清六
- 可愛かずみ
- 天地真理
- 高見恭子
- 稲川淳二
- 天久美智子(あめくみちこ)
- 水島びん（アッパー8、出張懺悔の神父役、1984年9月より出演）
- 浅川奈月（「ひょうきんベストテン」で小泉今日子を演じていた子役）

#### 最盛期（1985年4月 - 1986年9月）
- 天地真理
- 岡本麗
- キャメロット
- 天久美智子（あめくみちこ）
- 月亭八方
- 間寛平
- がってん娘
- 轟二郎
- デーブ・スペクター（声：富山敬）
- 松本明子
- 野沢直子
- 稲川淳二
- 八神康子
- 石井光三
- 塩沢とき
- 劇団七曜日
- ペコちゃん
- 木野花
- 迫文代
- 三田佳代
- 松村花子
- 浅川奈月
- 神谷明
- 園まり
- 坂田利夫（コメディNo.1）
- 久本雅美
- 柴田理恵

#### 後期・最末期（1986年10月 - 最終回）
- ロス・プリモス
- くず哲也
- マギー司郎
- コロッケ
- ロス・プリモス
- ピンクの電話 - 清水美子（現・清水よし子）、竹内都子
- チャイルズ - きりこ（現・磯野貴理子）、りん、ゆうこ
- 関根勤
- 芹沢名人（たけし軍団）
- ジミー大西
- おきゃんぴー - 中野真里子、阿本真亜子
- 佐野量子
- 大島智子（現・大島さと子）
- 渡辺理砂
- 渡辺千秋
- 若井小づえ
- ウイリー沖山
- ゆーとぴあ
- 浅見美那
- 相原巨典
- 森川正太
- イリア

ほか

#### フジテレビアナウンサー
レギュラー（「ひょうきんベストテン」司会担当）
- 山村美智子（現・山村美智）（1981年5月 - 1985年3月）
- 寺田理恵子（1985年4月 - 1986年9月）
- 長野智子（1986年10月 - 1989年4月、1989年10月）

準レギュラー
- 本間淳子（1983年 - 1985年ごろ「朗読の部屋」、「ひょうきん日本語講座」ほかコーナー進行）
- 牧原俊幸（1984年ごろから「今夜のひょうきんハイライト」、「3時のおまえ」ほかコーナー担当）
- 山中秀樹（1985年ごろから不定期出演）
- 露木茂（1986年4月から「ひょうきん私の秘密」コーナー進行）
- 逸見政孝（「ひょうきんスペシャル」に数回ゲスト出演）
- 有賀さつき（1989年ごろから不定期出演）
- 岩瀬惠子（1986年7月ごろから「青春グラフティ」コーナー進行）
- 川端健嗣（1987年6月から1987年10月まで「関根くんの知られてる世界」コーナー進行）
- 笠井信輔（1987年10月から「ひょうきん流行通信」コーナー進行）
ほか、三宅正治、福井謙二、向坂樹興などがチョイ役で出演。

### 番組に出演したゲスト
※順不同で記述。

#### お笑い・バラエティタレント
- タモリ
- 和田アキ子
- 関口宏
- とんねるず
  - 石橋貴明
  - 木梨憲武
- みのもんた
- 坂上二郎
- 古舘伊知郎
- 越前屋俵太
- 所ジョージ
- 小堺一機
- せんだみつお
- 研ナオコ
- 林家木久蔵（現・林家木久扇）
- 三遊亭楽太郎（後の6代目三遊亭円楽）
- 三遊亭小遊三
- 間寛平
- 高石太
- 楠本見江子
- レツゴー三匹
- 横山たかし・ひろし
- おぼっちゃま
- ヒロミ
- キッチュ（現・松尾貴史）
- 嘉門達夫
- レイパー佐藤
- 桂文珍
- ポップコーン
- 春一番
- 松村邦洋
- 若井みどり
- 夏木ゆたか
- 吉村明宏
- 北野幹子（ビートたけしの妻）
- 東八郎

#### 歌手（アイドル・アーティスト含む）
- 松任谷由実
- YMO（特番では時代劇コントの主役を演じた）
  - 坂本龍一
- 斉藤由貴
- 南野陽子
- 浅香唯
- サザンオールスターズ
  - 桑田佳祐
- 安全地帯
  - 玉置浩二
- 大江千里
- 少女隊
  - 藍田美豊
  - 安原麗子
  - 引田智子
- 森昌子
- 中原めいこ
- 少年隊
  - 錦織一清
  - 植草克秀
  - 東山紀之
- 久保田篤
- 西村知美
- ジューシィ・フルーツ
- 沢田研二
- 高中正義
- BaBe
- ザ・キングトーンズ
- 佐々木功（現・ささきいさお）
- チェリッシュ
- 坂本冬美
- 酒井法子
- 柏原芳恵
- 本田美奈子
- オフコース
- ラッツ&スター
  - 鈴木雅之
  - 田代まさし
  - 桑野信義
- C-C-B
- チェッカーズ
  - 藤井フミヤ（当時・藤井郁弥）
  - 武内享
  - 高杢禎彦
  - 大土井裕二
  - 鶴久政治
  - 徳永善也
  - 藤井尚之
- あいざき進也
- やや
- 水前寺清子
- 奥村チヨ
- 上田正樹
- 島倉千代子
- 瀬川瑛子
- TOM★CAT
- セイントフォー
- 増田恵子
- 網浜直子
- 今井美樹
- うしろゆびさされ組
  - 高井麻巳子
  - 岩井由紀子
- うしろ髪ひかれ隊
  - 工藤静香
  - 生稲晃子
  - 斉藤満喜子
- 芦川よしみ
- 武田鉄矢
- 忌野清志郎
- 泉谷しげる
- おめで隊
  - 中村亘利
  - 正木慎也
  - 奈津あつし
- Wink
  - 相田翔子
  - 鈴木早智子
- シブがき隊
  - 薬丸裕英
  - 布川敏和
  - 本木雅弘
- 南こうせつ
- 西城秀樹
- 岩崎宏美
- 黒沢明とロス・プリモス
- 松本伊代
- 堀ちえみ
- 早見優
- EPO
- 欧陽菲菲
- 香坂みゆき
- 山本コウタロー
- 未唯
- 光GENJI（ただし、当時GENJIのメンバーだった者のみがゲスト出演）
  - 諸星和己
  - 佐藤寛之
  - 山本淳一
  - 赤坂晃
  - 佐藤アツヒロ（当時・佐藤敦啓）
- 森尾由美
- 三田寛子
- マリーン
- 立花理佐
- 和田アキ子
- 渡辺典子
- 大西結花
- 森川由加里
- 松原のぶえ
- 秋野暢子（現在は女優だが、歌手として出演していた）
- アル・ヤンコビック
- 三田明
- テレサ・テン
- 中村雅俊（俳優としても活動している）

#### 俳優・女優
- 石坂浩二
- 竹中直人
- 八名信夫（悪役商会）
- 仲谷昇
- 池田まさる
- 久保菜穂子（当時フジテレビのアナウンサーだった岩瀬惠子のコーナーにゲスト出演）
- 竹下景子
- 木の実ナナ
- 浅野ゆう子
- 黒木瞳
- 小山茉美
- 沢口靖子
- 樋口可南子
- 前田正人（『オレ達全員奈津子の子』、『中卒・東大一直線』、『いちばん太鼓』などで準主役級の役を演じた子役）
- 石原真理子
- 蟹江敬三
- 宮崎美子
- 大信田礼子
- 松居一代
- 磯野洋子
- 赤座美代子
- 高田美和
- 芦屋雁之助
- 荻野目慶子
- 丹波哲郎
- 野村昭子
- 高品格
- 関弘子
- 田島令子
- 荻島眞一（1983年2月5日放送分の「タケちゃんマン」に出演）
- 新井康弘（1983年2月5日放送分の「寺内チン太郎一家」に出演）
- 浦辺粂子

#### 作家・スポーツ選手・文化人他
- 景山民夫
- 糸井重里
- 川崎徹
- クラッシュギャルズ（ライオネス飛鳥・長与千種）
- 極悪同盟（ダンプ松本・クレーン・ユウ・ブル中野）
- 日髙のり子
- 小森和子
- 荒勢
- 福井敏雄
- 浜村淳
- 俵孝太郎
- 上田馬之助
- 落合博満・信子夫妻
- 北野さき（ビートたけしの母）
- 呂明賜

### オープニングナレーション
- 初代0：伊武雅刀（「ひょうきんベストテン」にもゲスト出演）

使用期間 : 1981年5月16日 - 1982年3月27日
- 2代目：須永慶

使用期間 : 1982年4月3日 - 9月11日
- この期間は、週替わりでアニメ声優が担当。(詳細は後述)

使用期間 : 1982年10月2日  - 1983年9月24日
- 3代目：千葉繁、向殿あさみ※何度もプロポーズする千葉を他人事のようにスルーする向殿の小芝居

使用期間 : 1983年10月1日 - 1984年9月29日
- 4代目：新井真由美 ※女子大生DJ風のあどけなさの残る司会

使用期間 : 1984年10月6日 - 1985年9月28日
- 5代目：村上満理子 ※さびしい独身女性のポエム朗読風

使用期間 : 1985年10月5日 - ？
- 6代目：おきゃんぴー ※ハイテンション早口

使用期間 : 1986年 - 1988年
- 7代目：第三軽品UNIT ※日常のヒトコマで男が時事ネタのフリとツッコミ、もう一人の男女がボケ、大ボケをするトリオコント。

使用期間 : 1988年 - 1989年
※2代目と3代目の間には、アニメや海外ドラマの登場人物（担当の声優）が、週替わりでナレーションをした。
『Dr.スランプ アラレちゃん』出演：則巻アラレ（小山茉美）/山吹みどり（向井真理子）/則巻千兵衛（内海賢二）
※自称、シリアスで暗い性格でひょうきんに向いてないと悩む千兵衛の相談に乗るみどり、その横で終始んちゃ・ほよよ等のアラレ語炸裂のアラレ。
『パタリロ』出演：パタリロ（白石冬美）
※パタリロ語録で番組に「大人っぽい意見」。パックインミュージックリスナー向けに「こんばんはチャコです」と挨拶。
『タイガーマスク』出演：タイガーマスク（富山敬）/健太（野沢雅子）
※実在のタイガーマスクにやたら詳しく声優の仕事にも詳しいプロレスマニアの健太に困るタイガー。
『うる星やつら』出演：諸星 あたる（古川登志夫）/ラム（平野文）
※クイズ形式で進む、ラムとあたるの夫婦漫才。
『銀河鉄道999』出演：星野鉄郎（野沢雅子）/メーテル（池田昌子）
※999が、惑星「ひょうきん」にたどり着いた。
『機動戦士ガンダム』出演：アムロ・レイ（古谷徹）/シャア・アズナブル（池田秀一）
※ジオン軍の秘密兵器「ひょう金属」と「オジンの兵士」
『宇宙戦艦ヤマト』出演：古代進（富山敬）/森雪（麻上洋子）
※救ったハズの地球が「ひょうきん」に汚染されていた。
『鉄腕アトム』出演：アトム（清水マリ）/お茶の水博士（勝田久）
※アトムをひょうきん仕様に改造しようとするお茶の水博士。
『ゲゲゲの鬼太郎』出演：鬼太郎（野沢雅子）/目玉おやじ（田の中勇）
※妖怪「ひょうきん族」退治にきた鬼太郎親子。
『巨人の星』出演：星飛雄馬（古谷徹）/星一徹（加藤精三）
※ひょうきんの星を目指すため「ひょうきん養成ギブス」を開発
『ヤッターマン』出演：ドロンジョ（小原乃梨子）/ボヤッキー（八奈見乗児）/トンズラー（たてかべ和也）
※番組の人気を奪うために現れたドロンボー一味（三悪）。
『科学忍者隊ガッチャマン』出演：健（森功至）/ジョー（ささきいさお）/ジュン（杉山佳寿子）/甚平（塩屋翼）/竜（兼本新吾）
※科学忍者隊メンバーで唯一ひょうきんになれない「コンドルのジョー」は1人苦悩する。
『アタックNo.1』出演：鮎原こずえ（小鳩くるみ）/早川みどり（坂井すみ江）
※こずえとみどりの掛け合い。「そうよ、わたしは負けないわ。年齢の壁に挑戦するんだわ！アターック！」
『バイオニック・ジェミー』出演：ジェミー（田島令子） /ビートたけし
※ひょうきんサイボーグに改造されたジェミーの色っぽいナレーションに釣られてやって来たたけしが吹き替えを見て悲鳴を上げる。
『スーパージェッター』出演：ジェッター（市川治）
※放送から20年以上経ち、結婚してマイホームローンに追われる平凡な中年となった現状を寂しがる。
『いなかっぺ大将』出演：風 大左衛門（野沢雅子）/大柿キク子（岡本茉利）
※田舎者である事を誇りに持ち、埼玉県と千葉県を「都会ぶった田舎」「中途半端」と馬鹿にしキクちゃんに「失礼よ」と注意される。
『魔法使いサリー』出演：夢野サリー（平井道子） /花村よし子（加藤みどり）
※魔法使いである事を隠しているつもりのサリーだが最終回でとっくにバレてるとつっこむよし子。加藤はよし子を数年ぶりに演じることになったが、平井がサリーを演じたのはこれが最後となった。

## 主なキャラクター
- タケちゃんマン
- 鬼瓦権造
- ブラックデビル
- アミダばばあ
- ナンデスカマン
- 知っとるケ
- サラリーマン
- 牛の吉田君
- ホタテマン
- アダモステ

※詳細は各項を参照。

## 関連特番

### 決定!土曜特集 オレたちひょうきん族
1981年5月16日から8月29日まで『決定!土曜特集』枠で放送されたパイロット版。同年10月10日から『決定!土曜特集』の枠を取ってレギュラー放送された。2009年10月からフジテレビONEで全放送分が放送された。
出演者
- ツービート（ビートたけし・ビートきよし）
- 紳助・竜介（島田紳助・松本竜介）
- B&B（島田洋七・島田洋八）
- のりお・よしお（西川のりお・上方よしお）
- ザ・ぼんち（ぼんちおさむ・里見まさと）
- 明石家さんま
- 春風亭小朝
- 今いくよ・くるよ
- ヒップアップ（島崎俊郎・小林すすむ・川上泰生）
- 太平サブロー・シロー（太平サブロー・太平シロー）
- 春やすこ・けいこ
- クルミ・ミルク
- 栗山順子
- 山村美智子（当時フジテレビアナウンサー・ナレーションのみ）
- 伊武雅刀（オープニングナレーション）

ゲスト
- マギー司郎
- オール阪神・巨人
- 伊丹幸雄
- 片岡鶴太郎
- 若人あきら

番組リスト
- 第1回（1981年5月16日）初回視聴率9.5%
  - オープニングコント「晩餐会」 - このコントは、レギュラー放送最終回（1989年10月14日）のエンディングで再現された。
  - 「うなずきトリオ」初登場
  - 「ひょうきんニュース」初登場
  - 「ヒップアップのネタ見せコーナー」初登場。ネタは「ブルース・リーの青春」。レギュラー放送初期のコーナー「ヒップアップのひょうきんな青春」の原型。
  - 「ひょうきん族ベストテン」初登場。司会は明石家さんま・栗山順子が務めた。記念すべきこのときの第1位は、ザ・ぼんちの「ラヂオ」
  - 「ひょうきん刑事PART1「衝動殺人!」」 - 主役：ビートたけし。
  - エンディング曲は「星に願いを」
- 第2回（5月30日）視聴率8.8%
  - オープニングコント「オーケストラ」
  - 「ひょうきん族ベストテン」 - 第1位はビートたけしの「いたいけな夏」。
  - 「ゴルゴ17」 - 主役：島田紳助。
  - この回のエンディングからEPOの「DOWN TOWN」に変更。
- 第3回（6月6日）視聴率8.3%
  - オープニングコント「ビリヤード」
  - 「ひょうきん族ベストテン」 - 第1位はのりお・よしおの「MAIDO」。
  - 「根性一代記 浪花のド阿呆」 - 主役：島田洋七。
- 第4回（6月13日）視聴率10.1%
  - オープニングコント「ダンスパーティー」
  - 「ひょうきん族ベストテン」 - 第1位はB&Bの「潮風の香りの中で」。
  - 「カメとサラリーマン〜大人の童話より〜」 - 主役：明石家さんま。
- 第5回（6月27日）視聴率10.4%
  - オープニングコント「オーケストラ」
  - 「ひょうきん族ベストテン」 - 第1位はビートたけしの「いたいけな夏」。
  - 「ひょうきん族映画部 56年度作品 じゃぱにーずぐらふぃてぃ」 - 主役：ザ・ぼんち。
- 第6回（7月11日）視聴率9.1%
  - オープニングコント「オフィスレディ」
  - 「ひょうきん族ベストテン」 - 第1位はビートたけしの「いたいけな夏」2週連続ランクイン。
  - 「ザ・シネマ「七人の恋人」」 - 主役：のりお・よしお。
- 第7回（7月18日）視聴率13.4%
  - オープニングコント「赤ん坊」
  - 「ひょうきん族ベストテン」 - 第1位は「ビートきよし」の「雨の権之助坂」。
  - 「2001年THE・TV」 - 主役：ビートたけし。このコントでパイロット版の「タケちゃんマン」が初登場。
  - 「片岡鶴太郎」初出演
- 第8回（8月29日・決定!土曜特集版 最終回）
  - オープニングコント「白鳥の湖」
  - 「ひょうきんプロレス」初登場
  - 「ひょうきん族ベストテン」 - この回は、視聴者から送られてきたハガキからランキングを決めた。その結果、第1位は明石家さんまの「いくつもの夜を越えて」。
  - 「伊丹幸雄」初出演
  - 「オール阪神・巨人」初出演
  - 「想い出しましょうあの場面」進行役：ビートたけし - この回までに放送したコントの中から名場面やNG集をたけしのトークを交えて観客と見ていくコーナー。

### ひょうきん族ファミリー芸能合戦
木曜おもしろバラエティにて、1984年2月16日に放送。レギュラー陣が「タケちゃんマンチーム」と「アミダばばあチーム」に分かれて歌やゲーム、芸を競った。
出演者
- ビートたけし
- 明石家さんま
- 紳助・竜介
- のりお・よしお
- 片岡鶴太郎
- 山田邦子
- コント赤信号
- ヒップアップ
- オール阪神・巨人
- 九十九一
- 天地真理
- 安岡力也
- 榎本三恵子
- ブッチー武者
- その他、西川のりおの父や太平シローの妻も出演。

## CSでの再放送時に関して
1998年にフジテレビによるCS放送が開始されてからは、当番組の再放送を常時放送し、2009年8月8日にCSにおいて2度目の最終回を迎え翌週8月15日から3度目の放送を開始した。
しかし、2011年8月23日に番組レギュラーのひとりだった島田紳助が芸能界引退を発表。この一件で紳助の出演番組の2次利用が全面的に不可能となり、またほぼ全ての回に本人が出演していたことから、CSでの放送は打ち切られ、CSのホームページも閉鎖された。また、この引退発表以前に紳助が不祥事を起こしてタレント活動を自粛した期間は、放送が一時中断されていた。
CS放送中、権利上や諸事情により放送されない場合があった。また、放送はするもののコーナーそのものがカットされたり、「ひょうきんベストテン」の10位～4位の発表時にボカシが入ったり、映像が静止画に差し替えられたことも少なくなかった。レギュラー第1回放送分も、何らかのコーナーが10分程度カットされている。再放送がカットされたケースは現在のところ以下の通りである。
- 1982年9月4日のTBSドラマ『ピンキーパンチ大逆転』との連動企画を行った回
- サザンオールスターズの出演した回
- オフコースの出演した回
- シブがき隊、少年隊などのジャニーズ事務所所属タレントの出演した回（過去に在籍した人も含む）
同事務所は、基本的にCSにおける過去番組放送を許可していないが、TBSチャンネル[注釈 15]やファミリー劇場ではドラマを中心に再放送されるケースもある。また、地上波番組宣伝は放送される。
- バーニングプロダクション所属タレントの出演した回（過去の在籍者も含む）
内藤やす子が出演した回はDVDには収録されている。
- キヨちゃんマン（タケちゃんマンの脇役キャラクター）の登場する回
- 田代まさしの出演した回
再放送時に不祥事が報道され、放送を控えていたが、2010年に田代が再び不祥事を起こしたために放送自粛となった。
- 1985年3月30日放送分の山村美智子が番組を卒業した回
- ナンデスカマンロボの登場する回
- ビートたけしが収録をサボタージュした回

ちなみに、ひょうきんスペシャルの回はレギュラーと分けて放送。1982年12月25日のブラックデビル最終回もこの類に入る。2002年の秋までスペシャルを放送。2003年の元日にスペシャルのみを集中放送した。しかし、2006年から1985年12月放送以降のスペシャル版も通常の枠と一括され放送されるようになった。また、1981年5月16日 - 9月26日の単発枠時代に放送した回は、2009年フジテレビONEで「パイロット版」として放送した。
2009年8月15日から、不定期で三宅と番組出演者、川端健嗣のトーク番組『ひょうきん族話の泉』が放送された。

## エンディングテーマ曲
土曜日の放送ということもあり、曲名や歌詞に“土曜日”“土曜”“Saturday”といったキーワードが含まれている曲が使われ（「グラマー・ボーイ」・「パレード」・「恋はNo-return」・単発使用曲を除く）、これによって“土曜日といえばひょうきん族”というイメージを定着させた。「ひょうきん懺悔室」などが終わると同時に番組は完全に終了して曲のみを流し、その日のダイジェストをCG映像の中にハメコミで流しながら、スタッフロール・提供クレジット・エンドカードを流すという手法だった。これは後年当枠で放送された『ウッチャンナンチャンのやるならやらねば!』や『めちゃ×2イケてるッ!』にも受け継がれていた。
2002年11月にオレたちひょうきん族 オリジナル・サウンドトラック”CDが発売する予定だった。しかし直前で発売中止となり、2020年現在まで発売されていない。原因は不明。
| 歌手名/ユニット名 | 曲名                                         | 使用期間                              | 備考 |
| ----------------- | -------------------------------------------- | ------------------------------------- | --- |
|                   | 星に願いを                                   | 1981年5月16日                         | 『決定!土曜特集 - 』第1回のエンディングテーマ |
| EPO               | DOWN TOWN                                    | 1981年5月30日 - 1982年9月             | 「土曜日の夜は賑やか♪」と歌詞に土曜日が入っている。当初はシュガー・ベイブのオリジナル版が候補だったが、泡沫のバラエティー番組には不相応だったため、EPOの同曲のカバーバージョンが採用された。 |
| EPO               | 土曜の夜はパラダイス                         | 1982年10月 - 1983年2月                | |
| 麻香ヨーコ        | グラマー・ボーイ                             | 1983年3月                             | ED放送の前年1982にシングルレコードで発売された曲で、当番組のエンディング用に用意された曲ではない。歌詞に「土曜」のキーワードは入っておらず、4回しか使用されなかった。2020年現在までCD化されたことはない。なお、歌手の麻香ヨーコは、フィンガー5のフォロワーとして、1976年頃にデビューした小中学生（当時）5人組ユニット「クリケッツ」 のメインボーカルの浅香容子の別名義である。 |
| 山下達郎          | パレード                                     | 1983年4月 - 1983年11月                | 1982年に再リリースされたシュガー・ベイブ の「DOWN TOWN」のカップリング曲。歌詞に「土曜」のキーワードは入っていない。 |
| EPO               | 涙のクラウン                                 | 1983年12月 - 1984年9月                | 「星影瞬く、土曜日の街角へ♪」と歌詞に土曜日が入っている。 |
| EPO               | DOWN TOWN （ニューレコーディングバージョン） | 1984年10月 - 1985年9月 1989年10月14日 | 1984年10月放送用にテレビスタジオで収録されたアレンジバージョン。当初は演奏シーンともにエンディングに流れた。そのためこの演奏形態でのDOWN TOWNはEPOのレコードおよびCDには収録されておらず、当番組のエンディング映像以外での視聴は困難である。最終回のエンディングでは、提供紹介時も含めて、ほぼフルコーラス使用された。                                                         |
| 山下達郎          | 土曜日の恋人                                 | 1985年10月 - 1986年9月                | |
| 松任谷由実        | 土曜日は大キライ                             | 1986年10月 - 1987年9月                | |
| 松任谷由実        | SATURDAY NIGHT ZOMBIES                       | 1987年10月 - 1988年10月8日            | |
| 松任谷由実        | 恋はNo-return                                | 1988年10月15日 - 1989年9月            | |
| 松任谷由実        | 卒業写真                                     | 1989年10月7日                         | 最終回直前スペシャルのエンディングテーマ |

## スタッフ
構成作家やプロデューサー・ディレクターの姓と名の間には、あだ名のミドルネームが付けられていた。
- 作・構成：高平アクサイ哲郎、大岩ナリキン賞介、詩村マルユウ博史、永井ウタマロ準、榎ハーレム雄一郎、廣岡サモア豊、高田ギョロメ文夫、大倉ヨイショ利晴、鶴間ゴカボウ政行、益子ニクマン強、萩原カラオケ芳樹、高橋ニセモノ秀樹、本郷ミズワリ実、小笠原ヒッコシ英樹、加藤ムクチ芳一、岩立ブラボー良作、植竹シメサバ公和、内村イトコ宏幸、伊藤ダイサン正宏、清水トレンディ東
- 技術：渡辺宏、ニユーテレス
- TD：岩沢忠夫、森野憲俊、島本健司、菅原一夫
- カメラ：藤江雅和、岩沢忠夫、高田治、島本健司、柴崎進、藤本敏行、田中祥嗣、中島浩司、小山茂明、森野憲俊、花島和弘
- 音声：間野目政孝、篠良一、油谷真一、石井俊二、深谷高史、松本政利、杉山直樹
- 映像：都築和夫、油谷忍、谷古宇利勝、瀧本恵司、田畑司、矢田目幸一、水野博道、田中十内
- 照明：小宮俊彦、熊田則文、石井健治、横山碩鋭、藤井梅雄、八木原伸治、桜田国男、幸田秀雄、渡辺雅敏
- ロケ技術：共同テレビ、伊藤修一、中島光男
- 美術：鈴木武治、重松照英
- デザイン：高橋幸夫、山本修身、水上啓光
- 美術進行：小野秀樹、藤田弘、松沢由之、金子隆、船場文雄、伊藤則緒、井上幸夫
- 大道具：樋口雄一郎、島津昭雄、末松隆、今井吉一、橋本尚嗣
- 装飾：村木隆、中村俊介、鎌田徳夫、上原康生
- 持道具：松倉一郎、若林一也、藤井直也
- アクリル装飾：高信作、高野敏明、佐藤則雄、本橋信昭
- 衣裳：城戸政人、宮野千代子、加藤文男、永澤美奈子、吉田利美、佐藤方子
- メイク：青柳いずみ、今川由美子、佐々木睦子、三田万里子、安部真人、高森末理子、五十嵐智春、平山美恵子、山崎富美枝、高梨由美子
- 床山：牧野勇
- 視覚効果：木原正、大林正和、高橋信一、中溝雅彦、小林健二
- 電飾：吉留正雄、福田喜作
- タイトル：山形憲一[23]
- 編集：今井克彦・鈴木敬二・瓜田利昭・植松巌・千頭和久・千葉清美・根岸義行・石附順一（東洋現像所ビデオセンター → IMAGICA）
- CGテクニカルディレクター：小高金次
- CGデザイナー：山田みどり
- 音響効果：玉井実（プロジェクト80）、川島(嶋)明則（OCBプロ）、戸辺豊
- 振付：土居甫、野口敬文
- 広報（最終回のみ表記）：山本政己
- 制作スタッフ (クレジット表記無し)[注釈 18]：窪田豊・吉田正樹・清水淳司・佐藤一巳・豊島浩行・栗原美和子 [注釈 19]・片岡飛鳥・竹石康晴（アシスタントディレクター）、丸山史・楮本真澄（タイムキーパー）他
- ディレクター[注釈 20]：佐藤ゲーハー義和（初回 - 1987年8月）、永峰アンノン明、荻野ビビンバ繁[注釈 21]、三宅デタガリ恵介、山縣ベースケ慎司（初回 - 1987年8月）
- プロデューサー：横澤オジン彪（初回 - 1987年8月）、三宅恵介（1987年9月 - 最終回・ディレクター兼務）
- 制作著作：フジテレビ

## ネット局
系列は当番組終了時（1989年10月）のもの。
| 放送対象地域  | 放送局         | 系列                                         | ネット形態             | 備考 |
| ------------- | -------------- | -------------------------------------------- | ---------------------- | --- |
| 関東広域圏    | フジテレビ     | フジテレビ系列                               | 制作局                 | |
| 北海道        | 北海道文化放送 | フジテレビ系列                               | 同時ネット             | |
| 青森県        | 青森テレビ     | TBS系列                                      | 遅れネット             | |
| 岩手県        | 岩手放送       | TBS系列                                      | 遅れネット             | 現・IBC岩手放送                                                                                               |
| 宮城県        | 仙台放送       | フジテレビ系列                               | 同時ネット             | |
| 秋田県        | 秋田テレビ     | フジテレビ系列                               | 同時ネット             | 1987年3月まではテレビ朝日系列とのクロスネット局                                                               |
| 山形県        | 山形テレビ     | フジテレビ系列                               | 同時ネット             | 本番組終了後の1993年4月以降はテレビ朝日系列フルネット局                                                       |
| 福島県        | 福島テレビ     | フジテレビ系列                               | 遅れネット →同時ネット | 1983年3月まではTBS系列とのクロスネット局                                                                      |
| 山梨県        | 山梨放送       | 日本テレビ系列                               | 遅れネット             | |
| 新潟県        | 新潟総合テレビ | フジテレビ系列                               | 遅れネット →同時ネット | 1983年9月まではテレビ朝日系列とのクロスネット局                                                               |
| 長野県        | 長野放送       | フジテレビ系列                               | 同時ネット             | |
| 静岡県        | テレビ静岡     | フジテレビ系列                               | 同時ネット             | |
| 富山県        | 富山テレビ     | フジテレビ系列                               | 同時ネット             | |
| 石川県        | 石川テレビ     | フジテレビ系列                               | 同時ネット             | |
| 福井県        | 福井テレビ     | フジテレビ系列                               | 同時ネット             | |
| 中京広域圏    | 東海テレビ     | フジテレビ系列                               | 同時ネット             | |
| 近畿広域圏    | 関西テレビ     | フジテレビ系列                               | 同時ネット             | |
| 鳥取県 島根県 | 山陰中央テレビ | フジテレビ系列                               | 同時ネット             | |
| 広島県        | テレビ新広島   | フジテレビ系列                               | 同時ネット             | |
| 山口県        | テレビ山口     | TBS系列                                      | 遅れネット             | 1987年9月まではフジテレビ系列とのクロスネット局                                                               |
| 岡山県 香川県 | 岡山放送       | フジテレビ系列                               | 同時ネット             | |
| 愛媛県        | テレビ愛媛     | フジテレビ系列                               | 同時ネット             | |
| 高知県        | 高知放送       | 日本テレビ系列                               | 遅れネット             | |
| 福岡県        | テレビ西日本   | フジテレビ系列                               | 同時ネット             | |
| 佐賀県        | サガテレビ     | フジテレビ系列                               | 同時ネット             | |
| 長崎県        | テレビ長崎     | フジテレビ系列 日本テレビ系列                | 同時ネット             | 本番組終了後の1990年10月以降はフジテレビ系列フルネット局                                                      |
| 熊本県        | テレビくまもと | フジテレビ系列                               | 同時ネット             | 1982年3月までは日本テレビ系列・テレビ朝日系列とのクロスネット局 1989年9月までテレビ朝日系列とのクロスネット局 |
| 大分県        | テレビ大分     | 日本テレビ系列 フジテレビ系列 テレビ朝日系列 | 遅れネット             | 本番組終了後の1993年10月にテレビ朝日系列を脱退                                                                |
| 宮崎県        | テレビ宮崎     | フジテレビ系列 日本テレビ系列 テレビ朝日系列 | 同時ネット             | |
| 鹿児島県      | 鹿児島テレビ   | 日本テレビ系列 フジテレビ系列                | 遅れネット             | ネット開始は鹿児島放送開局直後の1982年10月から 本番組終了後の1994年4月以降はフジテレビ系列フルネット局        |
| 沖縄県        | 沖縄テレビ     | フジテレビ系列                               | 同時ネット             | |

### ネット局に関する備考
当時クロスネット局だった秋田テレビ・福島テレビ・新潟総合テレビ・テレビ山口・テレビ長崎・テレビくまもと・テレビ大分・テレビ宮崎・鹿児島テレビの9局は以下の対応が取られていた。
- 秋田テレビ・テレビ長崎・テレビくまもと・テレビ宮崎の4局は土曜20時台はフジテレビ系列番組枠だったため当初から同時ネットで放送された。
  - テレビ長崎は、本番組開始当初はTBS系列局である長崎放送が『8時だョ!全員集合』を未ネットとしていたため、本番組が『8時だョ!全員集合』よりも先に放送開始する形となった。なお、土曜19時台の日本テレビ系列番組は1984年3月までは長崎放送で同時ネットで放送されていた他、長崎放送は1984年4月に『8時だョ!全員集合』のネットを開始している。
- 福島テレビ・新潟総合テレビの2局は、開始当初はクロスネット局だったため1983年9月までは遅れネットで放送されていた。
  - 福島テレビは開始当時の土曜20時台はTBS制作の『8時だョ!全員集合』をネットしていたため、本番組は開始当初は遅れネットだった（放送時間帯は、開始当初は1時間遅れの土曜21時（つまり、下記のテレビ山口と同様「8時だョ!全員集合」などザ・ドリフターズのメンバーが出演するライバル番組と連続で放送）、後に土曜→日曜16時台など、幾度か変更された）。1983年4月にTBS系列とのクロスネット局（1983年3月まではFNSのみ加盟）からフジテレビ系列フルネット局に再びネットチェンジ（JNNを脱退し、FNNに加盟）したものの、ネットチェンジと同時に本番組には切り替えずに、視聴者保護のため同年9月まで『8時だョ!全員集合』を継続して同時ネットで放送されていた。なお、本番組の直後番組であった『ゴールデン洋画劇場』は、本番組の同時ネット化の半年前である1983年4月に同時ネットを開始している。
  - 新潟総合テレビでは1983年9月までの土曜20時台はテレビ朝日系列番組の遅れネット枠だった。そのため、本番組は開始から水曜16:00→金曜19:00から放送されていた。
  - 福島テレビはフジテレビ系列フルネット化で、新潟総合テレビはテレビ朝日系列の新潟テレビ21開局に伴うフジテレビ系列フルネット局化で、2局とも1983年10月から同時ネットとなった。
- 当時日本テレビ系列とテレビ朝日系列のクロスネット局だったテレビ大分と、日本テレビ系列とのクロスネット局だった鹿児島テレビの2局は日本テレビ系列番組の同時ネットを、1987年9月までフジテレビ系列とのクロスネット局（FNSのみの加盟）だったテレビ山口はTBS系列番組の同時ネットをそれぞれ放送していたため、当初から遅れネットで放送されていた。
  - テレビ山口では開始当初は土曜13:00から放送していたが、後にフジテレビ系列番組枠だった土曜19:00枠に移動した上で1週遅れで放送されていた。放送時間変更後は直後枠である『8時だョ!全員集合』→『加トちゃんケンちゃんごきげんテレビ』というザ・ドリフターズのメンバーが出演するライバル番組と連続で放送されていた[25]。このため毎日放送制作の『まんが日本昔ばなし』は遅れネットとなり、TBS制作の『クイズダービー』はネットされなかった。1987年10月のFNS脱退後も、2009年3月末まではフジテレビ系列番組購入枠となっていた[注釈 22]。
  - 鹿児島テレビは当初は未ネットであったが、1982年10月にテレビ朝日系列の鹿児島放送開局に伴う番組改編に伴いネットを開始した。なお、本番組が放送されていた当時に民放が3局以上所在していた地域で、本番組と『8時だョ!全員集合』→『加トちゃんケンちゃんごきげんテレビ』と裏番組同士とならなかったのは鹿児島県のみだった[注釈 23]。

TBS系列局である青森テレビと岩手放送は、テレビ山口同様に本番組と『8時だョ!全員集合』→『加トちゃんケンちゃんごきげんテレビ』の両方をネットしていた（本番組は遅れネット、『全員集合』→『加トケン』は同時ネット）。
そして、フジテレビONE（CS放送）でも再放送を実施していたが、島田紳助引退の影響で2011年8月から放送を休止しており、実質的に打ち切られた状態となっている。